# Geomatikum (Hamburg)

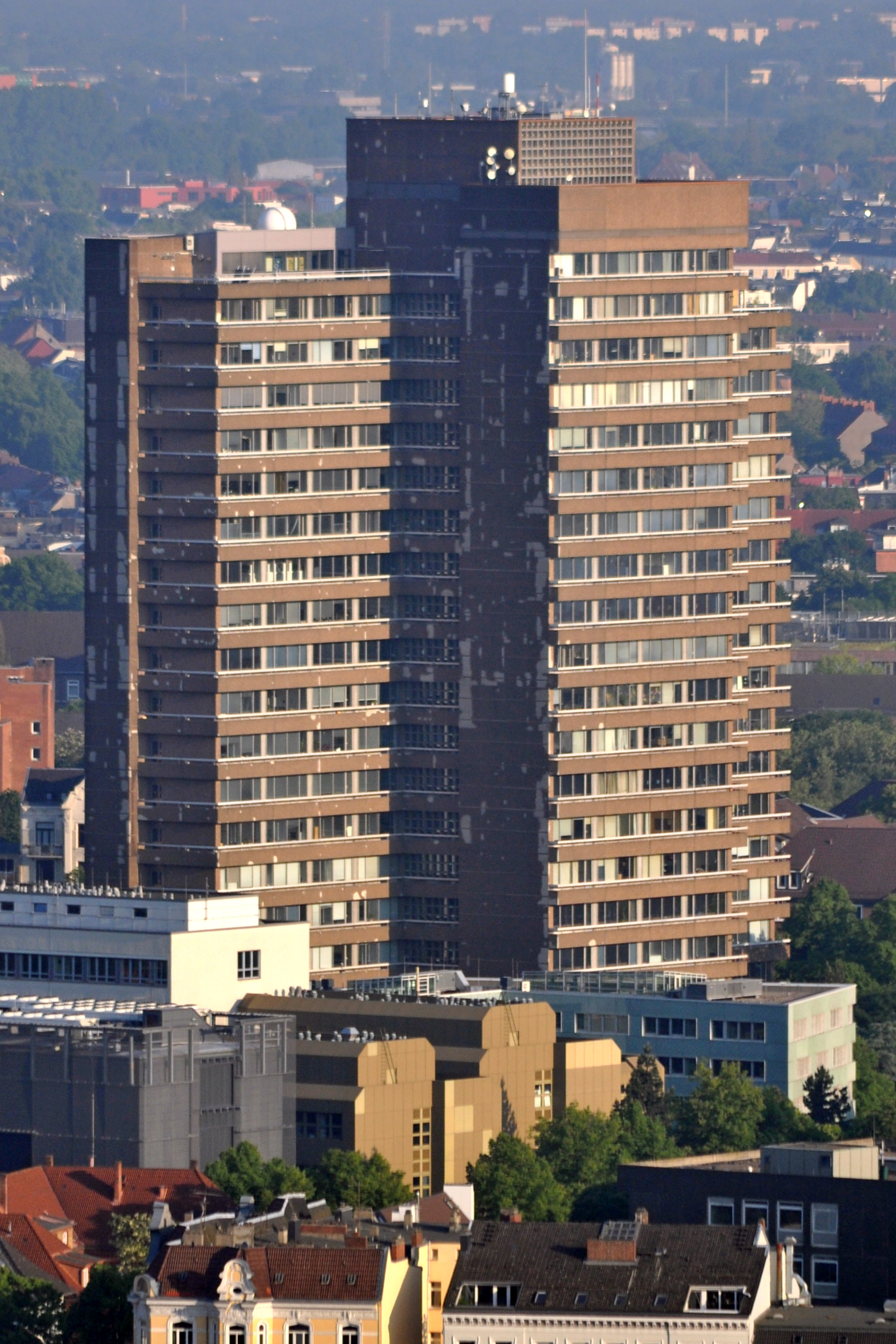
Nordseite des Geomatikums (2013)

Das Geomatikum ist ein 1975 fertiggestelltes Hochhaus der Universität Hamburg im Stadtteil Rotherbaum, in dem verschiedene Institute der naturwissenschaftlichen Fakultäten und der Mathematik untergebracht sind. Mit 85 Metern Höhe gehört das Geomatikum zu den zehn höchsten Hochhäusern in Hamburg.

## Geschichte und Nutzung
Von 1970 bis 1980 stieg die Zahl der Studenten an der Universität Hamburg von 29.000 auf 45.000 an. Diese Entwicklung war anhand der steigenden Geburtenzahlen und der Akademisierung schon deutlich früher absehbar. Konkrete Planungen für eine Erweiterung der Kapazitäten der Universität Hamburg begannen in den frühen 1960er Jahren. 1963 wurde der Philosophenturm auf dem Haupt-Campus fertig, im selben Jahr plante die Baubehörde den Park des Schröderstifts für die Erweiterung der Universität mit ein. Auch die für das Geomatikum benutzte Großtafelbauweise (Plattenbau) wurde bereits in der Vorstudie von 1963 vorgeschlagen. Überhaupt seien die Anforderungen an kostengünstigen Raumzuwachs nach damaliger Ansicht nur durch weitgehende „Rationalisierung und Typisierung“ zu erreichen. Dabei standen die Erfahrungen aus dem Hamburger Schulbau Pate, der ganz überwiegend auf Typbauten setzte. Zwar seien die baulichen Anforderungen verschiedener Schulen sehr ähnlich, während sie sich zwischen Universitätseinrichtungen stärker unterschieden – doch sollte auch die Universität „individualistisches Denken und Ansprüche […] einer großen Linie unterordnen“.
1970 wurde der Bebauungsplan für das Areal um den geplanten Neubau geändert. Südwestlich vom Geomatikum war dabei ein weiteres Hochhaus vorgesehen: Nach Abriss der Wohnhäuser des Schröderstift sollte dort das Verfügungsgebäude III mit bis zu 15 Vollgeschossen entstehen. 1971 genehmigte der Senat den Baubeginn für das Geomatikum. Die Baukosten sollten bei 87 Millionen DM liegen, wovon der Bund die Hälfte übernehmen sollte. Im Oktober 1972 wurde in Anwesenheit von Wissenschaftssenator Reinhard Philipp der Grundstein für den 20-geschossigen Neubau gelegt, dessen Entwurf von Karl Bopzin, Volker Doose und Joachim Krüger stammte, alle drei von der Baubehörde. Der Name „Geomatikum“ ist ein Kofferwort aus „Geowissenschaften“ und „Mathematik“, deren Institute den Bau beziehen sollten. Im Februar 1974 wurde am selben Tag das Richtfest für gleich zwei große Neubauten der Universität gefeiert, das Geomatikum und das Verfügungsgebäude IV, heute als „WiWi-Bunker“ bekannt. Das Geomatikum war für 2700 Studenten und deren Lehrkräfte geplant, das Verfügungsgebäude IV für 5000 Studenten und deren Lehrkräfte in den Fachbereichen Wirtschaft und Psychologie. Mit diesen beiden Gebäuden sollte sich der Raumbestand der Universität Hamburg um 50 % erhöhen, die Studienplätze um ein Drittel. Im Juni 1975 wurde das Geomatikum eingeweiht, Erstbezieher waren der Fachbereich Mathematik, geographische und physikalische Abteilungen, das Geologische Staatsinstitut und das Meteorologische Institut. Die Baukosten lagen bei 85 Millionen DM, knapp unter der geplanten Summe. Die Unterlagen zum Neubau des Geomatikums werden im Hamburgischen Staatsarchiv aufbewahrt.

## Um- und Anbauten
Von 2002 bis 2003 wurde das Foyer des Geomatikums umgestaltet. 2005 bemängelte die Universität Hamburg, dass die Kabel und Lüftungsrohre in Wänden und Decken nicht feuerfest ummantelt seien. Zudem wären die Decken nur 30 Minuten feuerresistent statt der vorgeschriebenen 90 und die Fassade des Gebäudes würde sich auflösen. Die Sanierungskosten hätte die Stadt Hamburg als Eigentümerin zu tragen, nicht die Universität. Von 2006 bis 2015 wurde das Gebäude innen saniert, um es an aktuelle Brandschutzvorschriften anzupassen. Dabei wurden die Büroetagen umgebaut, um sie an die aktuelle Nutzung anzupassen. Die Sanierung der Fassaden steht noch aus.
2013 begann rund um das Gebäude der Bau des „Klima-Campus“ mit Gebäuden für die Klima- und Erdsystemforschung, den Fachbereich Informatik, eine zentrale Bibliothek, Hörsäle und eine Mensa. 2019 sollte der Bau fertig werden. Allerdings verspätete sich die Fertigstellung bei immer weiter steigenden Baukosten so sehr, dass das Projekt bereits 2020 mit der Elbphilharmonie und dem Berliner Flughafenneubau verglichen wurde. 2021 nahm der Bund der Steuerzahler den Neubau „Haus der Erde“ am Geomatikum als einen von acht Fällen aus Hamburg in das jährlich erscheinende Schwarzbuch zu Steuerverschwendungen auf, da die Kosten von geplanten 177 Mio. Euro auf mindestens 303 Mio. Euro gestiegen seien. Hauptursache der Verzögerungen und Kostensteigerungen seien Planungsmängel bei Lüftungs- und Klimatechnik. Die Fertigstellung wurde seinerzeit nicht vor 2024 erwartet. Im Juni 2023 gab der Hamburger Senat die zu erwartenden Baukosten mit bis zu 425 Millionen Euro an.

## Lage und Baubeschreibung

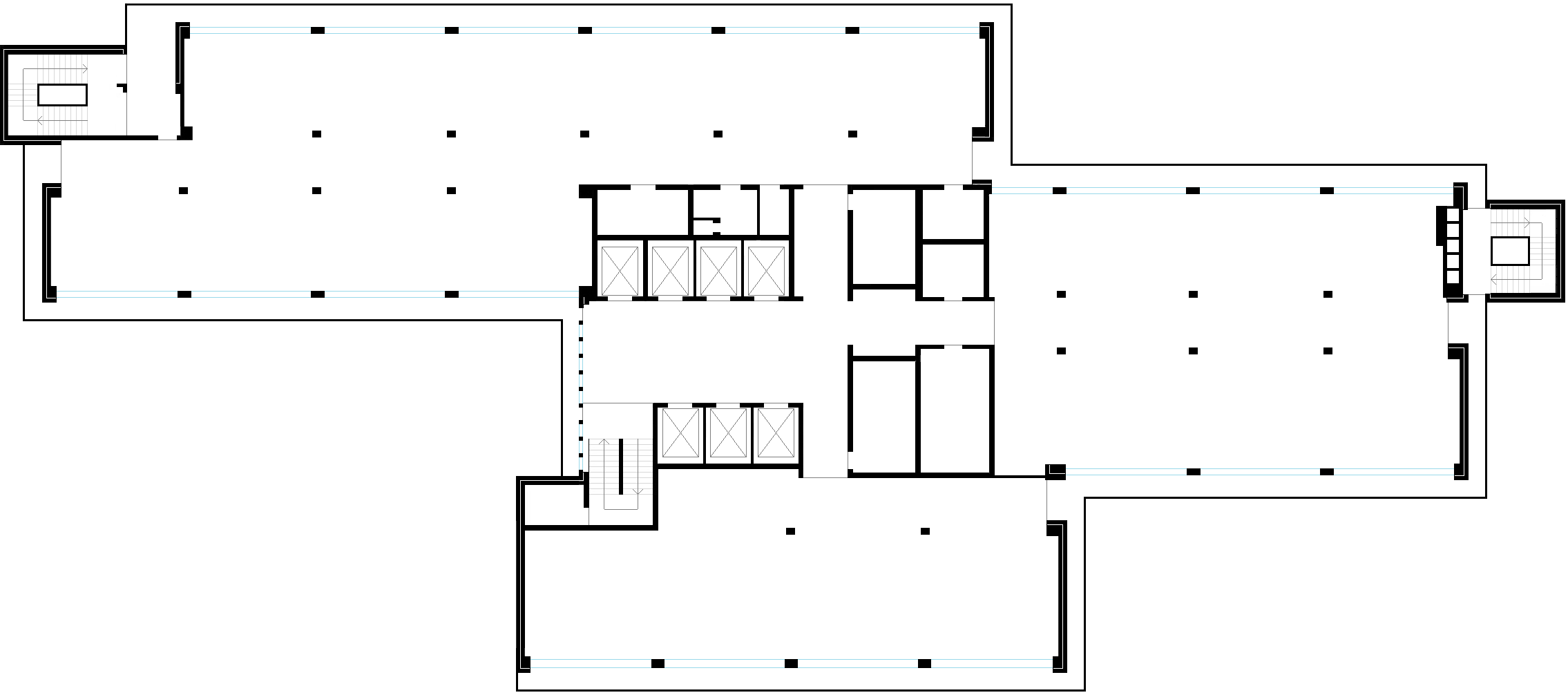
Schematischer Grundriss eines Obergeschosses des Geomatikum-Altbaus mit tragenden Wänden und Pfeilern

Das Geomatikum befindet sich an der Bundesstraße 55 in Hamburg-Rotherbaum, am Westrand des Grindelviertels. Das Grundstück grenzt südwestlich an das Schröderstift an und wird nördlich von der Straße Beim Schlump und der Bundesstraße begrenzt. Die Kreuzung beider Straßen bildet eine Ecke des Grundstücks. Südöstlich vom Geomatikum befinden sich weitere Universitätsgebäude, direkt benachbart das Zentrum für Marine und Atmosphärische Wissenschaften (ZMAW) an der Bundesstraße 53, dann die chemischen Institute an der Bundesstraße 45 und das Klimarechenzentrum an der Bundesstraße 45a. Auf der anderen Straßenseite vom Haupteingang zum Geomatikum-Altbau ist das Gymnasium Rotherbaum, eine Wache der Berufsfeuerwehr und Polizei sowie das im Bau befindliche MIN-Forum (Grundsteinlegung 2019). Der Haupteingang zum Neubau am Geomatikum befindet sich an der Straße Beim Schlump, der U-Bahnhof Schlump ist von dort keine 200 m entfernt.
Das Geomatikum besteht aus einem Hochhaus mit einem angegliederten Flachbau. Im Flachbau gibt es sechs Hörsäle, ein Foyer sowie die Bibliothek. Das Hochhaus ist der Form nach ein Scheibenhochhaus, wobei drei Scheiben am Erschließungskern gegeneinander versetzt sind. Vor den Fensterwänden an den Breitseiten des Gebäudes verlaufen Galerien, die als Fluchtweg vorgesehen sind und somit eine geringere Dimensionierung der Verkehrsflächen im Inneren ermöglichen. An den Schmalseiten befindet sich je ein geschlossenes Fluchttreppenhaus, das die Galerien vertikal durchstößt. Im Inneren sind die Räume nur durch Pfeiler fest gegliedert, die Büroräume sind durch Trockenbau voneinander abgetrennt. Der Erschließungskern nimmt sieben Aufzüge, Sanitärräume, Technikräume, Versorgungsschächte und ein weiteres, drittes Treppenhaus auf. Die Aufzüge der einen Gebäudeseite bedienen nur die geraden Geschossnummern, die der anderen Seite nur die ungeraden.
Unterhalb des Gebäudes befinden sich vier Luftschutzräume mit einer Kapazität von 300 Plätzen, die zur Bauzeit des Geomatikums errichtet wurden. Äußerlich sind diese Räume an den Notausstiegs- und Belüftungsklappen zu erkennen. Die vier Schutzräume wurden in den 1990er Jahren aus der Zivilschutzbindung entlassen und werden als Lagerräume genutzt. Ebenfalls im Keller ist das Geologisch-Paläontologische Museum eingerichtet.
Bei einer Untersuchung über Landmarken in Hamburg 2011 wurde dem Geomatikum eine maximale Nah-Sichtbarkeit, aber nur eine sehr begrenzte Sichtbarkeit von ferneren Punkten aus zugesprochen. In der qualitativen Beurteilung schloss das Gebäude unter den untersuchten Hamburger Landmarken mit großem Abstand am negativsten ab, die Befragten hielten es überwiegend für „hässlich, langweilig und unbedeutend“. Stilistisch wird das Gebäude teilweise dem Brutalismus zugerechnet, Ähnlichkeit besteht auch zu DDR-Plattenbauten wie dem Doppelhochhaus vom Typ WHH GT 18. Kritisiert wird häufig die unansehnliche, dunkle und bröckelnde Fassade. Zudem „erschlägt“ die Baumasse und Höhe des Geomatikums die umliegende Gründerzeit-Bebauung. Während die Fassade ab 2022 renoviert werden soll, wird das Problem der Baumasse durch die Umbauung mit dem „Haus der Erde“ noch verstärkt.
Der 2015 begonnene Neubau am Geomatikum („Haus der Erde“) umgibt das Geomatikum mit einem siebengeschossigen Sockel, der Räume für die Klimaforschung und Geowissenschaften sowie eine Cafeteria aufnehmen soll. Die Nutzfläche (BGF) beträgt 42.542 Quadratmeter. Die Fassade ist mit Streifen aus rötlichem Klinker und umlaufenden Fensterbändern horizontal gegliedert. Der Neubau besteht aus zwei Baukörpern, die durch einen zweigeschossigen Gebäudeeinschnitt mit Eingangshalle verbunden werden. Der Neubau ist 32 Meter hoch, 160 Meter breit und 65 Meter tief. Der Bau wurde in Stahlbeton ausgeführt, die Kellergeschosse sind teils mit Bitumendichtung, teils wasserundurchlässig ausgeführt. Vom Neubau wurde ein Übergang zum Treppenhaus des Bestandsgebäudes geschaffen.

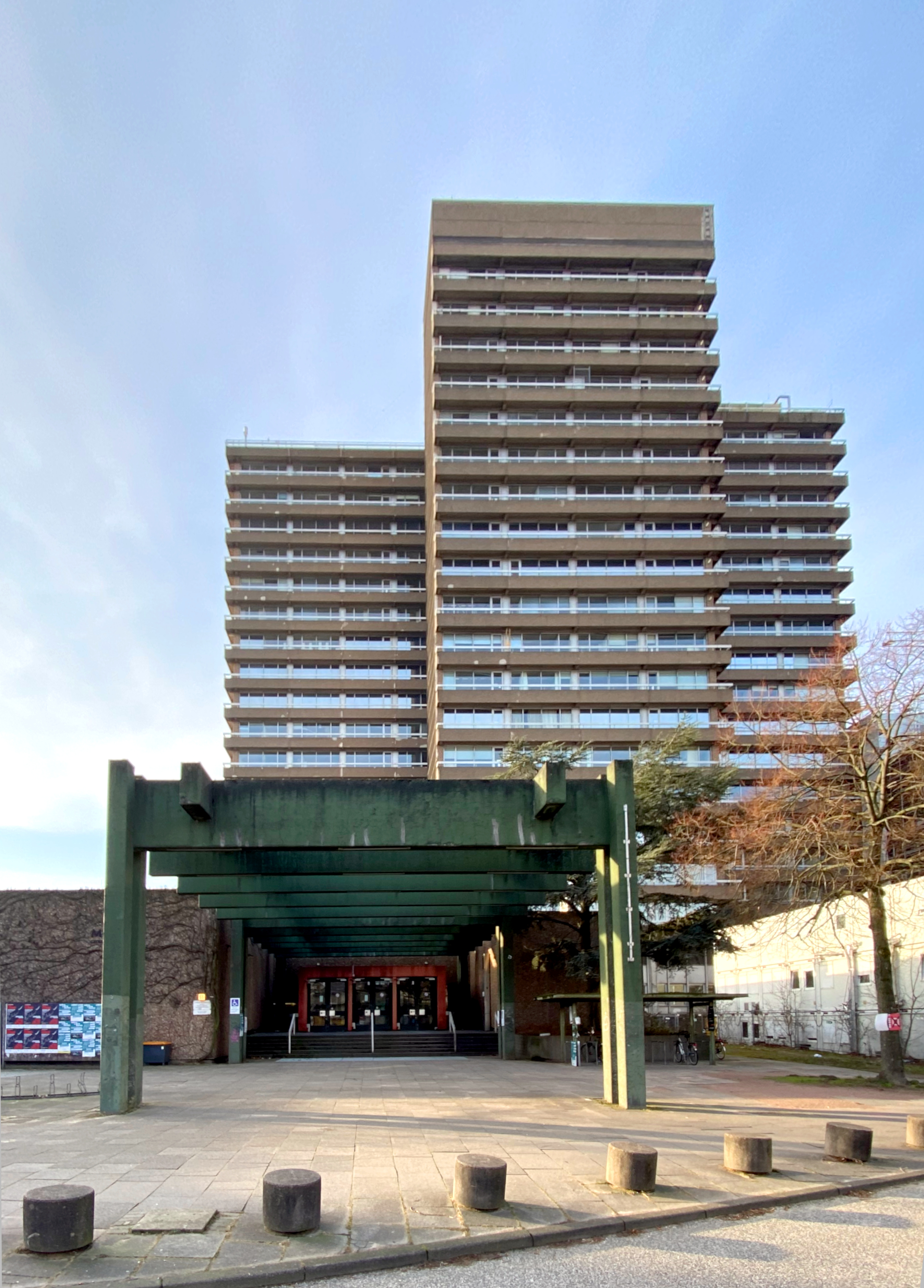
Haupteingang zur Bundesstraße
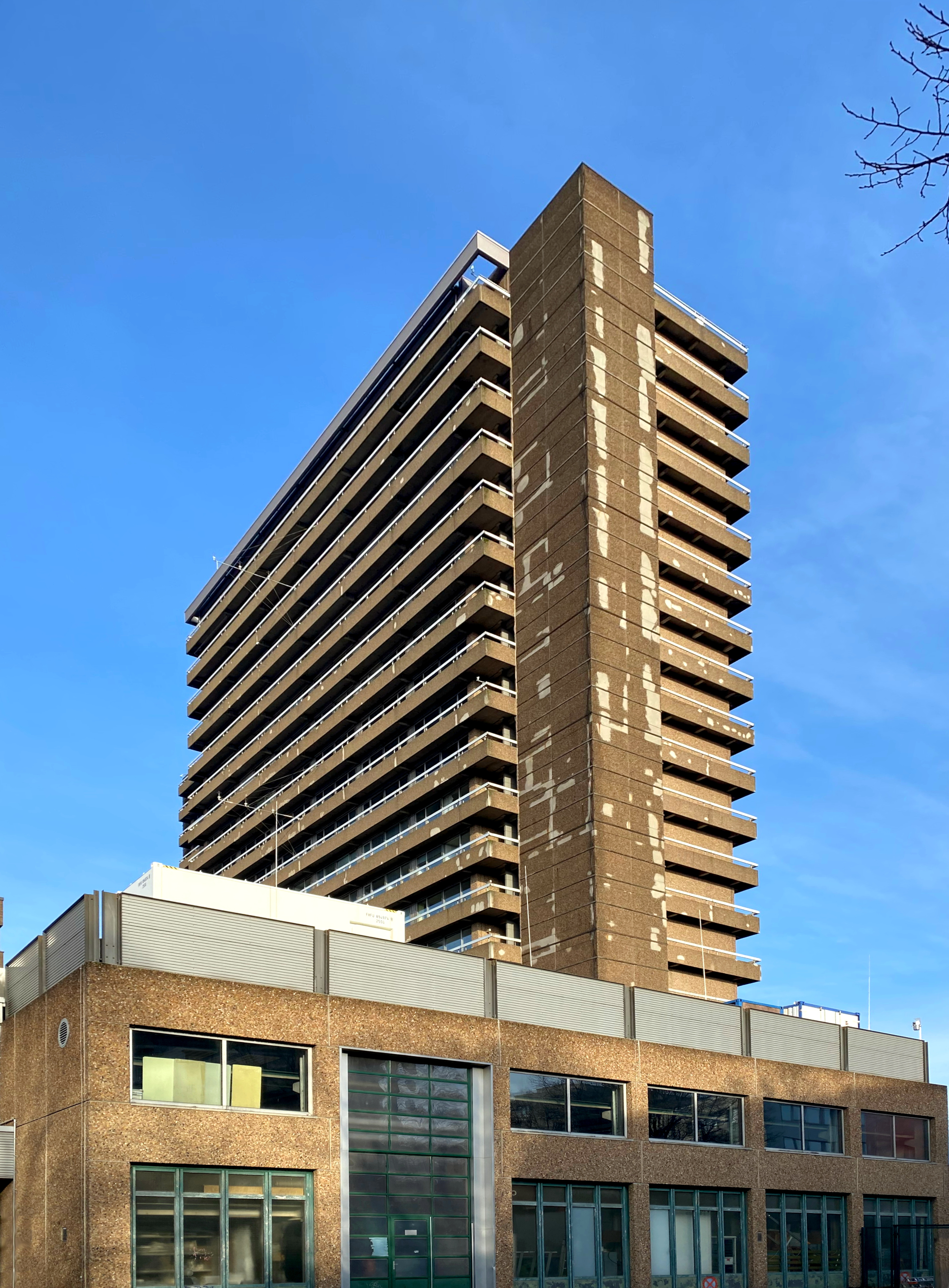
Südseite mit Fassadenschäden (2022)
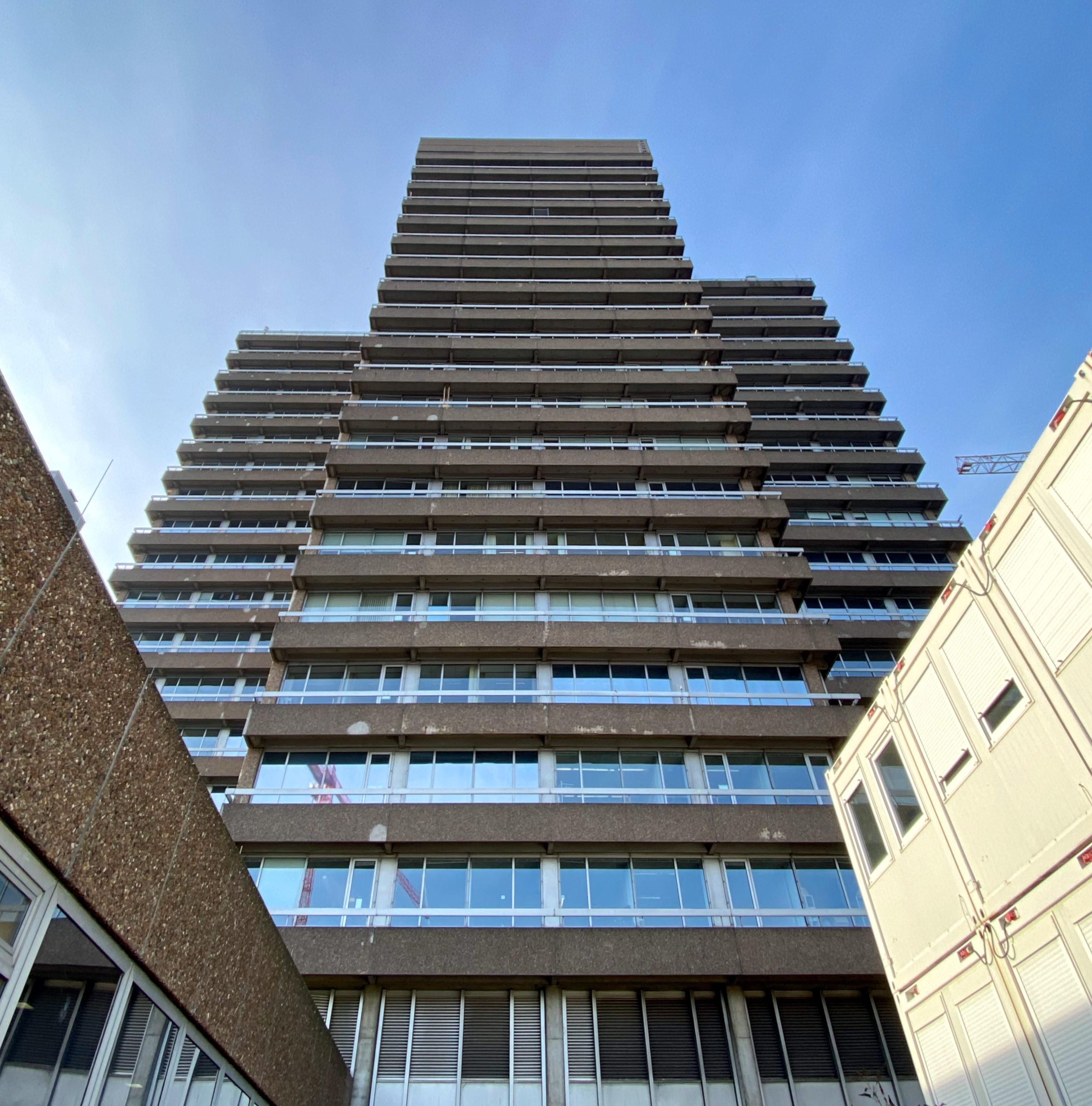
Nordseite (2022)
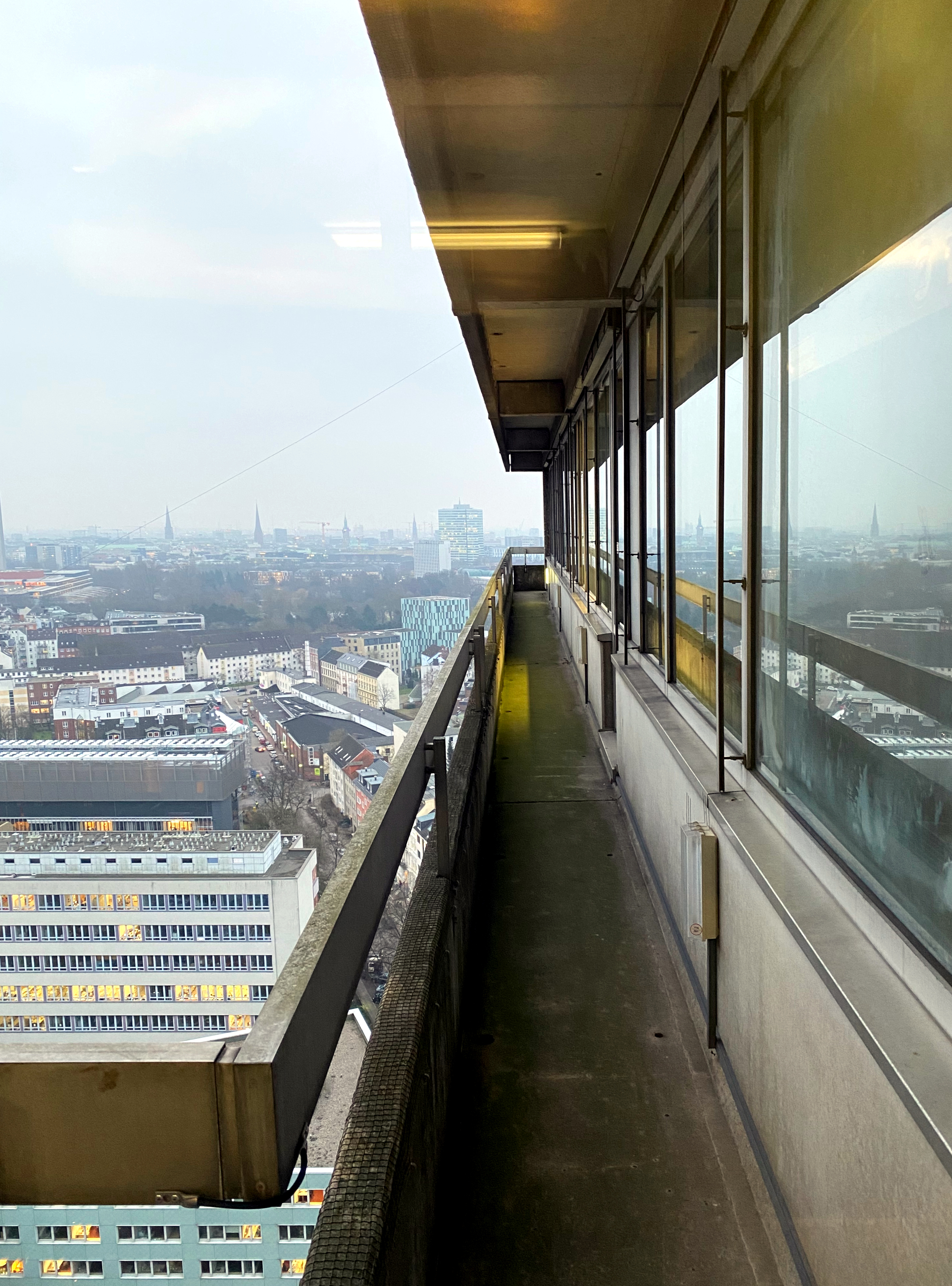
Umlaufende Galerie, dient auch als Fluchtweg
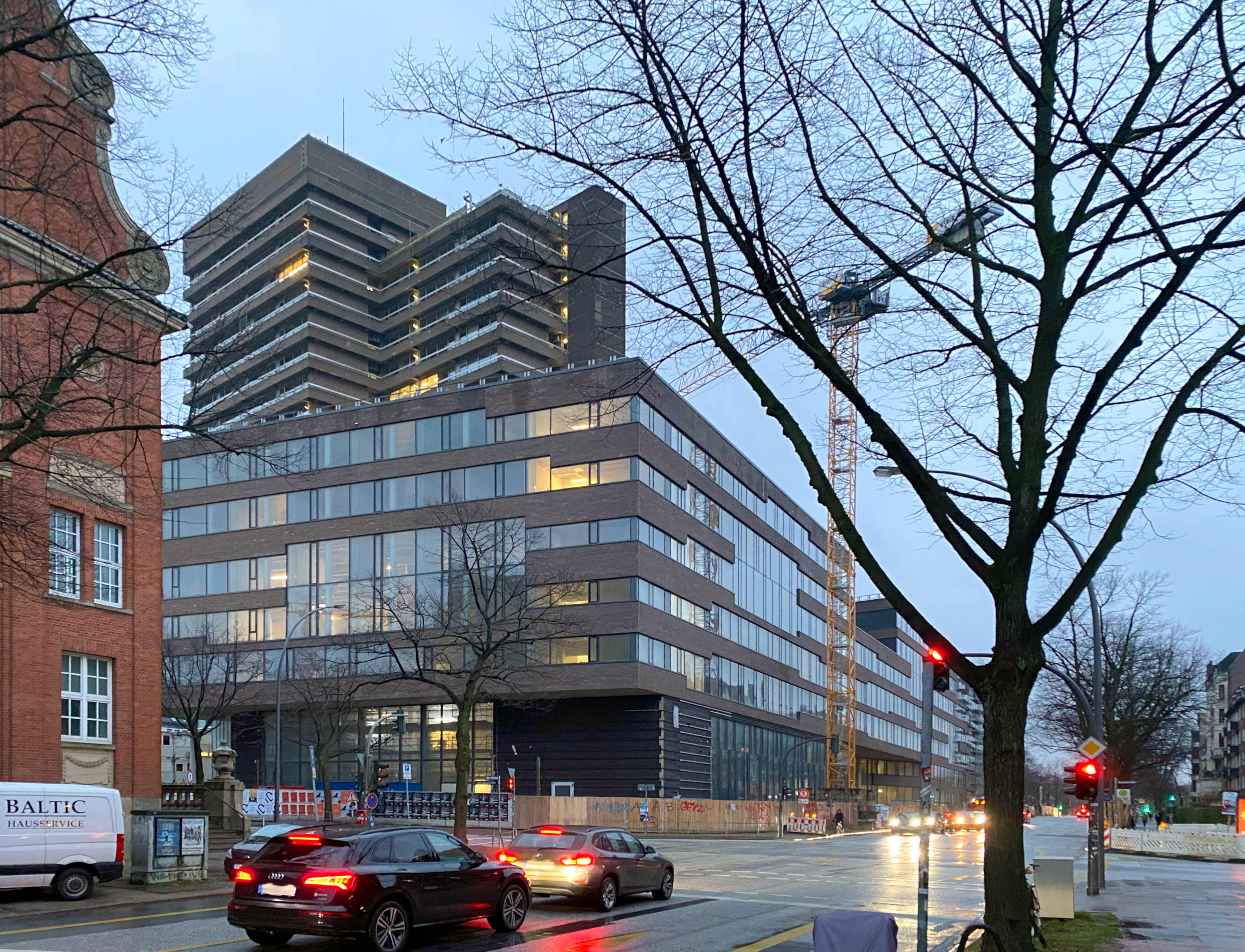
Neubau am Geomatikum – „Haus der Erde“ (2022)